# 音更郵便局
音更郵便局（おとふけゆうびんきょく）は北海道河東郡音更町にある郵便局。民営化前の分類では集配普通郵便局であった。

## 概要
住所：〒080-0199 北海道河東郡音更町新通19-1-7

## 沿革
- 1901年（明治34年）2月1日 - 音更郵便局（三等）として開設[1]。
- 1971年（昭和46年）6月30日 - 電話の加入および料金に関する簡易な事務を除く電話交換業務を、帯広電報電話局に移管[2]。
- 1980年（昭和55年）12月8日 - 音更町大通八丁目から同町新通十九丁目に移転。
- 1981年（昭和56年）3月30日 - 特定郵便局から普通郵便局に局種別改定。同日、帯広郵便局[3]、稲穂郵便局[4]および万年郵便局から集配業務のそれぞれ一部[5]を移管。
- 1982年（昭和57年）5月1日 - 和文電報配達業務を帯広電報電話局に移管。
- 1985年（昭和60年）10月1日 - 電話の加入および料金に関する簡易な事務を、帯広電報電話局に移管。
- 1992年（平成4年）6月20日 - 万年郵便局の廃止に伴い、取扱事務を承継。
- 2000年（平成12年）8月14日 - 外国通貨の両替および旅行小切手の売買に関する業務取扱を開始。
- 2005年（平成17年）6月27日 - 十勝川温泉郵便局から集配業務を移管[6]。
- 2006年（平成18年）9月19日 - 駒場郵便局から集配業務を移管[7]。
- 2007年（平成19年）10月1日 - 民営化に伴い、併設された郵便事業音更支店に一部業務を移管。
- 2012年（平成24年）10月1日 - 日本郵便株式会社の発足に伴い、郵便事業音更支店を音更郵便局に統合。

## 取扱内容
- 郵便、印紙、ゆうパック、内容証明
- 貯金、為替、振替、振込、国際送金、外貨両替・トラベラーズチェック、国債、投資信託
- 生命保険、バイク自賠責保険、自動車保険、がん保険、引受条件緩和型医療保険
- ゆうちょ銀行ATM
- 河東郡音更町内の集配業務
- ゆうゆう窓口

## 周辺
- 国道241号
- 道東自動車道音更帯広IC
- 十勝バス・北海道拓殖バスよつば乳業前停留所
- 道の駅おとふけ
- よつ葉乳業 十勝主管工場
- 開進工業団地
- とかち広域消防事務組合音更消防署
- 音更町IC工業団地
- 北海道立緑ヶ丘病院
- 帯広大谷短期大学
- 柳月スイートピアガーデン
- 音更川

## アクセス
- 北海道拓殖バス、十勝バス よつ葉乳業前停留所下車
- 道東自動車道 音更帯広ICから東へ約2.5km
- 国道241号沿い
- 駐車場あり：10台